# 約束 (mihimaru GTの曲)
「約束」（やくそく）は、日本の音楽ユニット・mihimaru GTの1作目のシングル。

## 概要
- メジャーデビューシングル。
- 表題曲は森尾由美と新井康弘主演のドラマ『大好き!五つ子5』の主題歌に使用された。

## アートワーク
「約束」のCDジャケットはイラストとなっているが、このイラストを手掛けたのはお笑い芸人のいつもここからである。メジャーデビュー作のジャケットにイラストを希望をしたメンバーがどのようなものにするか考え、カラフルすぎない方が逆に目立つと行き着き、シュールな絵を持ちネタにしているいつもここからが思い浮かび、オファーをした。「借りたいCDがレンタル中だったとき」をイメージしたものが採用された。当初のhirokoからのリクエストは「見たことない、この世にない生物」をであったが、見たことがないものは書かないといつもここから側が断念した。

## 収録曲
1. 約束 [3:14]
作詞：hiroko &  mitsuyuki miyake
作曲・編曲：mitsuyuki miyake
2. Hallucination [4:58]
作詞：hiroko &  mitsuyuki miyake
作曲・編曲：mitsuyuki miyake
3. 約束 (Instrumental) [3:14]
作曲・編曲：mitsuyuki miyake
表題曲のインストゥルメンタル。
4. Hallucination (Instrumental) [4:57]
作曲・編曲：mitsuyuki miyake
カップリング曲のインストゥルメンタル。

## 参加ミュージシャン
mihimaru GT
- hiroko：Vocals & Rap
- mitsuyuki miyake：Vocals & Rap & Programming

Additional Musician
- DJ MINORU：Turntable (全曲)

## タイアップ
- TBS系列愛の劇場『大好き!五つ子5』主題歌 (#1)

## 収録アルバム
- mihimarhythm (#1 albumix,2 albumix)
- THE BEST of mihimaru GT (#1)
- The Best Selection of ASIA (#1)
- 10th Anniversary BEST 2003-2013 (#1)
- THE SINGLE of mihimaru GT (#1)